# Louis Versyp
Louis Versyp (Brugge, 1908. december 5. – 1988. június 27.) belga válogatott labdarúgó, edző.
A belga válogatott tagjaként részt vett az 1928. évi nyári olimpiai játékokon illetve az 1930-as és az 1934-es világbajnokságon.

## Külső hivatkozások
- Louis Versyp a fifa.com honlapján Archiválva 2015. február 5-i dátummal a Wayback Machine-ben